# Боровлянский сельсовет (Притобольный район)
Боровля́нский сельсовет — административно-территориальная единица и муниципальное образование со статусом сельского поселения в составе Притобольного района Курганской области.
Административный центр — село Боровлянка.

## История
В соответствии с Законом Курганской области от 6 июля 2004 года № 419 сельсовет наделён статусом сельского поселения.
Законом Курганской области от 30 мая 2018 года N 50, в состав Боровлянского сельсовета были включены все два населённых пункта упразднённого Притобольного сельсовета.

## Население
| 1989 | 2002  | 2004  | 2010  | 2012  | 2013  | 2014 |
| ---- | ----- | ----- | ----- | ----- | ----- | ---- |
| 1338 | ↗1357 | ↘1349 | ↘1061 | ↘1030 | ↘1014 | ↘963 |
| 2015 | 2016  | 2017  | 2018  | 2019  | 2020  |      |
| ↘929 | ↘912  | ↗924  | ↘916  | ↗1200 | ↘1167 |      |

## Состав сельского поселения
| № | Населённый пункт | Тип населённого пункта       | Население |
| - | ---------------- | ---------------------------- | --------- |
| 1 | Боровлянка       | село, административный центр | ↘867      |
| 2 | Мочалово         | деревня                      | ↘194      |
| 3 | Притобольное     | село                         | ↘319      |
| 4 | Ясная            | деревня                      | ↘93       |